# Ширін Ебаді
Ширін Ебаді (21 червня 1947 рік, Хамадан, Іран) — іранська адвокат, колишня суддя і правозахисник, засновниця Центру захисників з прав людини. 10 жовтня 2003 року була нагороджена Нобелівською премією миру за її вражаючі і новаторські зусилля у сфері прав людини, особливо жінок, дітей та біженців. Є першою іранкою і першою жінкою-мусульманкою, яка отримала таку відзнаку.
У 2009 році нагороду Ебаді було конфісковано іранською владою, що самі представниками влади заперечували. При підтвердженні такої інформації, вона буде першим лауреатом Нобелівської премії миру, нагороду якої було насильно відібрано органами державної влади.